# Wolfgang Lenz (Sänger)

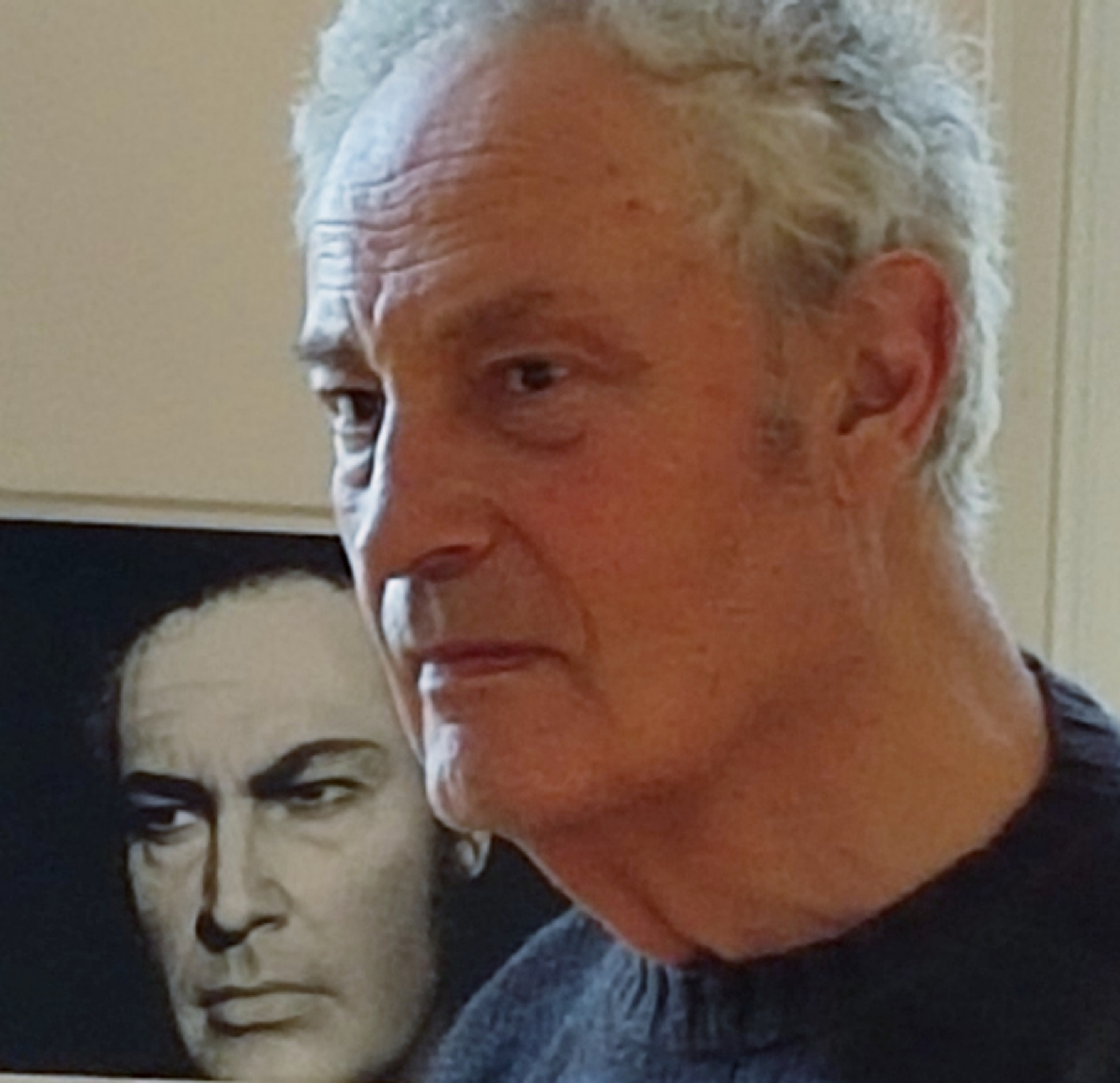
Wolfgang Lenz (Sänger) 2018

Wolfgang Lenz (* 29. Januar 1942 in Bonn; † 26. Juli 2019 in Ebenhausen (Schäftlarn)) war ein deutscher Opernsänger der Stimmlagen Bass (Basso cantante) und Heldenbariton.

## Leben und Wirken
Lenz studierte zunächst Volkswirtschaft an der Ludwig-Maximilians-Universität München mit dem Abschluss als Diplomvolkswirt. Danach begann er sein Gesangsstudium an der Münchner Musikhochschule bei Marianne Schech und Hans Hotter. Auf Schechs Betreiben hin, unterstützt durch Hermann Reutter erhielt er ein Stipendium des Deutschen Akademischen Austauschdienstes (DAAD), das ihm ein Meisterstudium bei Tito Gobbi in Rom ermöglichte. Mit Gobbi blieb er bis zu dessen Tod in Verbindung und unter gesangstechnischer Betreuung. Ergänzend studierte er außerdem bei Mario Del Monaco und  Boris Christoff.
Sein Opernbühnen-Debüt hatte Lenz zum Spielzeitbeginn 1977/78 am Theater St. Gallen mit der Partie des Jacopo Fiesco in Giuseppe Verdis Simon Boccanegra und wurde dort Ensemblemitglied. Er verkörperte u. a. die Rollen des Méphistophéles in Gounods Faust und in der Titelpartie von Verdis Attila, die eine seiner Glanzrollen wurde. Nach seinem Wechsel ans Staatstheater Darmstadt sang er dort den Grafen Almaviva in Figaros Hochzeit und die Titelrolle in Don Giovanni.
Das feste Engagement in Darmstadt führte aber nicht zur Übertragung von sich anbietenden größeren Wunsch-Partien. Daher kündigte er seinen Vertrag und war als Gastsänger an zahlreichen Bühnen in Deutschland, der Schweiz, Österreich und Italien tätig. Sein Debüt als Heldenbariton mit der Titelpartie in Richard Wagners Der fliegende Holländer beim Festival dei Due Mondi in Spoleto unter der Leitung von Christian Badea wurde von der RAI als Film mitgeschnitten. Es folgten weitere Engagements in Bologna und Venedig.
Hieran schloss sich eine Solistenkarriere an mit vor allem Basso cantante- und Heldenbariton-Partien mit Orchestern und Chören sowie auch Liedprogrammen mit Werken von u. a. Schubert, Schumann und Brahms. Ein sich anbahnendes Engagement an die Bayerische Staatsoper München, veranlasst durch Giuseppe Patanè, kam durch dessen plötzlichen Tod nicht zustande.
Lenz trat an zahlreichen renommierten Bühnen auf, darunter das Staatstheater Wiesbaden, die Deutsche Oper am Rhein, die Hamburgische Staatsoper, die Opéra national du Rhin, das Teatro Giuseppe Verdi (Triest), das Teatro La Fenice, das Teatro Comunale di Bologna, das Teatro alla Scala, das Teatro dell’Opera di Roma und die Israeli Opera Tel Aviv. Außerdem gastierte er bei Festivals wie dem Internationalen Festival von Santander in Spanien und dem Festival Sacra Musicale Umbra in Perugia.
Er arbeitete dort mit internationalen Orchestern zusammen wie dem London Symphony Orchestra, dem Boston Symphony Orchestra, dem Detroit Symphony Orchestra, den Bamberger Symphonikern, dem Orchestre Philharmonique de Radio France, dem Gürzenich-Orchester Köln und Dirigenten wie u. a. Gerd Albrecht, Gabriel Chmura, Horst Stein, Antal Doráti, Hans Drewanz, Heinrich Hollreiser, Peter Maag, Lorin Maazel, Riccardo Muti, Giuseppe Patanè, Zoltán Peskó und Ulf Schirmer.
Gesundheitliche Gründe behinderten ab 2005 sein weiteres Wirken als Sänger, seinen letzten öffentlichen Auftritt hatte er 2007 im Münchner Künstlerhaus mit Brahms‘ Vier ernsten Gesängen. Nach Beendigung seiner künstlerischen Laufbahn lebte er in Ebenhausen und sporadisch auch in Rom. Lenz verstarb 2019 als Spätfolge seiner Erkrankung.

## Gesangsrepertoire (Auswahl)

### Opernpartien
- Conte Almaviva in Le nozze di Figaro
- Don Giovanni in Don Giovanni
- Don Geronimo in Il matrimonio segreto
- Selim in Il turco in Italia
- Sonte Rodolfo in La sonnambula
- Raimondo Bibedent in Lucia di Lammermoor
- Baldassare in  La Favorita
- Don Pizarro in Fidelio
- Kaspar in Der Freischütz
- Kreon in Medea
- Jeremiah Peachum in The Beggar’s Opera
- Zaccaria in Nabucco
- Attila in Attila
- Ferrando in Il Trovatore
- Philipp in Don Carlos
- Jacopo Fiesco in Simon Boccanegra
- Ramfis in Aida
- Pistola in Falstaff
- Holländer in Der fliegende Holländer
- Landgraf Hermann / Biterolf in Tannhäuser
- Wotan in Die Walküre
- Nourabad in Die Perlenfischer
- Prinz Galitzky in Fürst Igor
- Fürst Gremin in Eugen Onegin (Oper)
- Jochanaan in Salome
- Der Golem in Der Golem
- Tommaso in Tiefland
- Papst Pius / Kardinal Madruscht in Palestrina
- Karl V. in Karl V.
- Achilles in Penthesilea

### Konzertante Werke (Auswahl)
- Requiem KV 626 von Wolfgang Amadeus Mozart
- Die sieben letzten Worte unseres Erlösers am Kreuze von Joseph Haydn
- Missa Solemnis von Ludwig van Beethoven
- Sinfonie Nr. 9 von Ludwig van Beethoven
- Petite Messe solennelle von Gioachino Rossini
- Messa da Requiem von Giuseppe Verdi
- Orchesterlieder von Gustav Mahler
- L’enfant prodigue von Claude Debussy (Text Édouard Guinand)

## Filme
- Otello, Tito Gobbi (1966) + Master Class (2 DVDs) Hardy Classik 2014